# ایزتاپالاپا
ایزتاپالاپا (به اسپانیایی: Iztapalapa) یکی از بخش‌های شانزده‌گانه در منطقه فدرال مکزیکو سیتی است که با بیش از یک میلیون جمعیت از پر جمعیت ترین بخش‌های مکزیکو سیتی است.